# بيتي ماي
بيتي ماي (بالإنجليزية: Betty May)‏ هي ممثلة أمريكية، ولدت في 22 يونيو 1904 في كريبل كريك في الولايات المتحدة، وتوفيت في 13 نوفمبر 1949 في لوس أنجلوس في الولايات المتحدة.

## وصلات خارجية
- بيتي ماي على موقع IMDb (الإنجليزية)
- بيتي ماي على موقع أول موفي (الإنجليزية)
- بيتي ماي على موقع قاعدة بيانات الأفلام السويدية (السويدية)
- بيتي ماي على موقع كينوبويسك (الروسية)